# NGC 2551
NGC 2551 je galaksija u zviježđu Žirafi.

## Vanjske poveznice
- SEDS: NGC 2551